# Mikroliteratursprache
Mikroliteratursprache oder Mikrostandardsprache nennt man laut Sprachwissenschaftler Alexander Duličenko eine kleine regionale Sprache mit eigenem Schrifttum, die aber nicht als vollgültige Standardsprache gilt. Der Begriff wurde 1981 von diesem in seinem Buch Slavjanskije literaturnyje mikrojazyki, Tallin, in der polnischen Form mikrojęzyk literacki (= Mikroliteratursprache) eingeführt. Folgendermaßen findet dieser Begriff vor allem in der Slawistik Anwendung.